# The Glenlivet

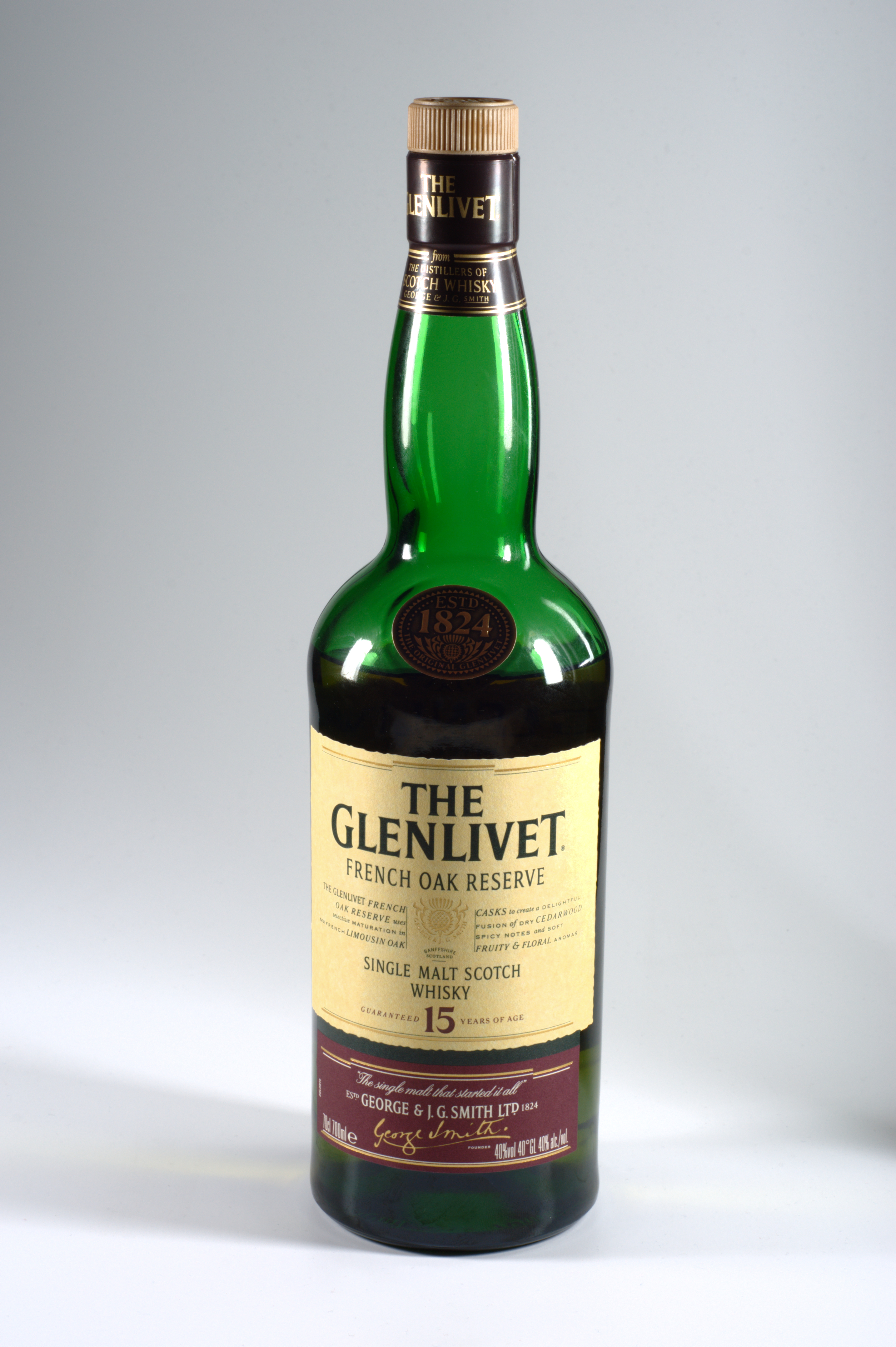
The Glenlivet 15 Year Old French Oak Reserve

The Glenlivet est une distillerie du Speyside près de Ballindalloch dans le Moray, en Écosse. Bien que cette distillerie ne soit pas la plus ancienne d'Écosse, sa réputation vient de ce qu'elle est considérée comme "le single malt qui a tout démarré". Depuis sa fondation en 1824, excepté une brève période pendant la Seconde Guerre mondiale, la production ne s'est presque jamais interrompue.
Aujourd'hui, la marque The Glenlivet est la plus forte vente de single malt aux  États-Unis et la deuxième vente de single malt au monde.
La marque appartient au groupe Pernod Ricard, qui utilise une partie de la production comme ingrédient de ses blends de whisky.

## Histoire
Les distilleries illicites étaient banales dans le Speyside, mais la plupart devinrent légales lorsque l'Excise Act (loi de taxation) fut créé. La contrepartie à la régularisation étant le paiement d'une taxe, cette loi impopulaire n'aurait pas eu d'effet si aucun distillateur ne s'y était plié. Alexander Gordon, 4e duc de Gordon, favorisa l'application de cette loi: son tenancier George Smith fut la première personne de Glenlivet à produire légalement de l'alcool. Des menaces ayant été adressées à George Smith, qui légitimait une loi en l'appliquant, Alexander Gordon lui donna 2 pistolets pour se défendre.
En 1824, la distillerie de Glenlivet fondée par George et son plus jeune fils, James Gordon Smith, se situait à Upper Drumin,. En 1849, George Smith fonda une seconde distillerie nommée Cairngorm-Delnabo, mais vers 1855, ces deux distilleries étaient incapables de répondre à la demande, bien qu'elles tournassent à plein régime,. Un projet de rationalisation de la production fut donc étudié, qui consistait à regrouper l'activité sur un site unique et plus important, à Minmore, plus bas dans la vallée.
La construction de cette nouvelle distillerie était en cours quand celle d'Upper Drumin fut détruite par un incendie en 1858. Le chantier fut donc accéléré, en récupérant les éléments encore intacts à Upper Drumin. La fermeture de la distillerie de Delnabo fut également anticipée pour permettre la récupération de son meilleur équipement. La production démarra en 1859 au moment où George & J.G. Smith, Ltd. était légalement créé,.
George Smith décéda en 1871, et son fils lui succéda. La qualité du whisky incita certains producteurs voisins d'utiliser le nom Glenlivet pour commercialiser leurs produits. J.G. Smith tenta, par des actions en justice, de protéger l'appellation The Glenlivet. Il n'y réussit partiellement : si seuls J.G. Smith et le fabricant de blends Andrew Usher furent autorisés à utiliser cette appellation, les autres producteurs purent combiner le nom de leur distillerie avec le mot Glenlivet,.
Si la distillerie dut fermer pendant la première Guerre mondiale à cause des restrictions sur l'orge, elle resta ouverte pendant la Grande Dépression. Au pire de la Dépression, c'est l'une des deux seules distilleries écossaises de malt à continuer à produire. Au cours de la Seconde Guerre mondiale, l'activité de la distillerie fut suspendue par décret. Cette fermeture fut cependant brève, l'exportation de whisky vers les États-Unis permettant d'apporter des devises indispensables à l'effort de guerre anglais. En 1947, le niveau de production d'avant-guerre était retrouvé, malgré les restrictions sur l'orge, le carburant et la main d'œuvre. La fabrication de whisky était si stratégique que le rationnement sur le pain dura jusqu'en 1948, pour assurer l'approvisionnement en blé des distilleries,.
La distillerie de Glenlivet (George & J.G. Smith, Ltd.) fusionna avec la distillerie de Glen Grant (J. & J. Grant Glen Grant, Ltd.) en 1953 pour former The Glenlivet and Glen Grant Distillers, Ltd.. L'entreprise maintint sa stratégie en fusionnant avec Hill Thomson & Co., Ltd. et Longmorn-Glenlivet Distilleries, Ltd. en 1970, avant de changer de nom pour Glenlivet Distillers Ltd en 1972. L'entreprise fut alors achetée par l'entreprise canadienne de boissons et de médias Seagram en 1977. L'activité production d'alcool de Seagram fut rachetée par Pernod Ricard et Diageo en 2000, la distillerie de Glenlivet allant à Pernod Ricard. La distillerie de Glen Grant fut vendue au groupe italien Campari en 2005.

## Production
Marché traditionnel
- The Glenlivet 12 Year Old
- The Glenlivet 15 Year Old French Oak Reserve
- The Glenlivet Nadurra 16 Year Old
- The Glenlivet 18 Year Old

Marché voyageurs
Ces embouteillages ne sont disponibles qu'au travers des boutiques hors taxes accessibles aux voyageurs, comme dans les aéroports et les ferries.
- The Glenlivet 12 Year Old First Fill
- The Glenlivet 15 Year Old

Segment Premium
- The Glenlivet Archive 21 Year Old
- The Glenlivet Cellar Collection 1972 Cask Strength
- The Glenlivet Cellar Collection 1959 Cask Strength
- The Glenlivet Cellar Collection 1964 Cask Strength
- The Glenlivet Cellar Collection 1967
- The Glenlivet Cellar Collection French Oak Finish 1983
- The Glenlivet Cellar Collection American Oak Finish 30 Year Old
- The Glenlivet XXV 25 Year Old